# Pedro Avondano
Pedro António Avondano (* 16. April 1714 in Lissabon; † 1782 ebenda) war ein portugiesischer Violinist und Komponist.

## Leben
Avondanos Vater Pietro Giorgio stammte aus Italien und war Violinist in der Lissaboner Hofkapelle von João V. Über Pedro Avondanos Leben ist relativ wenig bekannt. Es wird berichtet, dass Pedro Avondano, der 1767 den Titel eines Ritters Ordens Christus für 480.000 réis erwarb, „sein Leben mit der Geige [die sein Vater ihn gelehrt hatte], verdiente und dass er sie bei allen Anlässen, kirchlichen als auch weltlichen, wo er gerufen wurde, spielte, und dass er seit Jahren in seinem eigenen Haus öffentliche Bälle für die Assembleia das Naçoens Estrangeiras (Vereinigung der Ausländer in Lissabon) und für Landsleute gab, der vor allem Engländer angehörten“ (José Mazza: Dicionário biográfico de músios portugueses. Vorwort und Noten von José Augusto Alegria. In: Occidente 23-26, 1944/45. – 37, 97 f.). Diese Konzerte gelten bislang als die ersten bekannten öffentlichen Konzerte in Lissabon.

## Werk
Während die beiden Sinfonien Avondanos an Werke von Händel und Rameau erinnern, zeigen seine Trio den damals neuen, empfindsamen Stil. Ein Großteil der Kompositionen von Avondano liegt in belgischen und deutschen Bibliotheken. Gründe hierfür sind bisher nicht bekannt. Die Lisbon Minuets wurden in London veröffentlicht. Weiter ist unklar, warum sein Oratorium Die Aufopferung Isaacs in deutscher Sprache erschien.

## Kompositionen

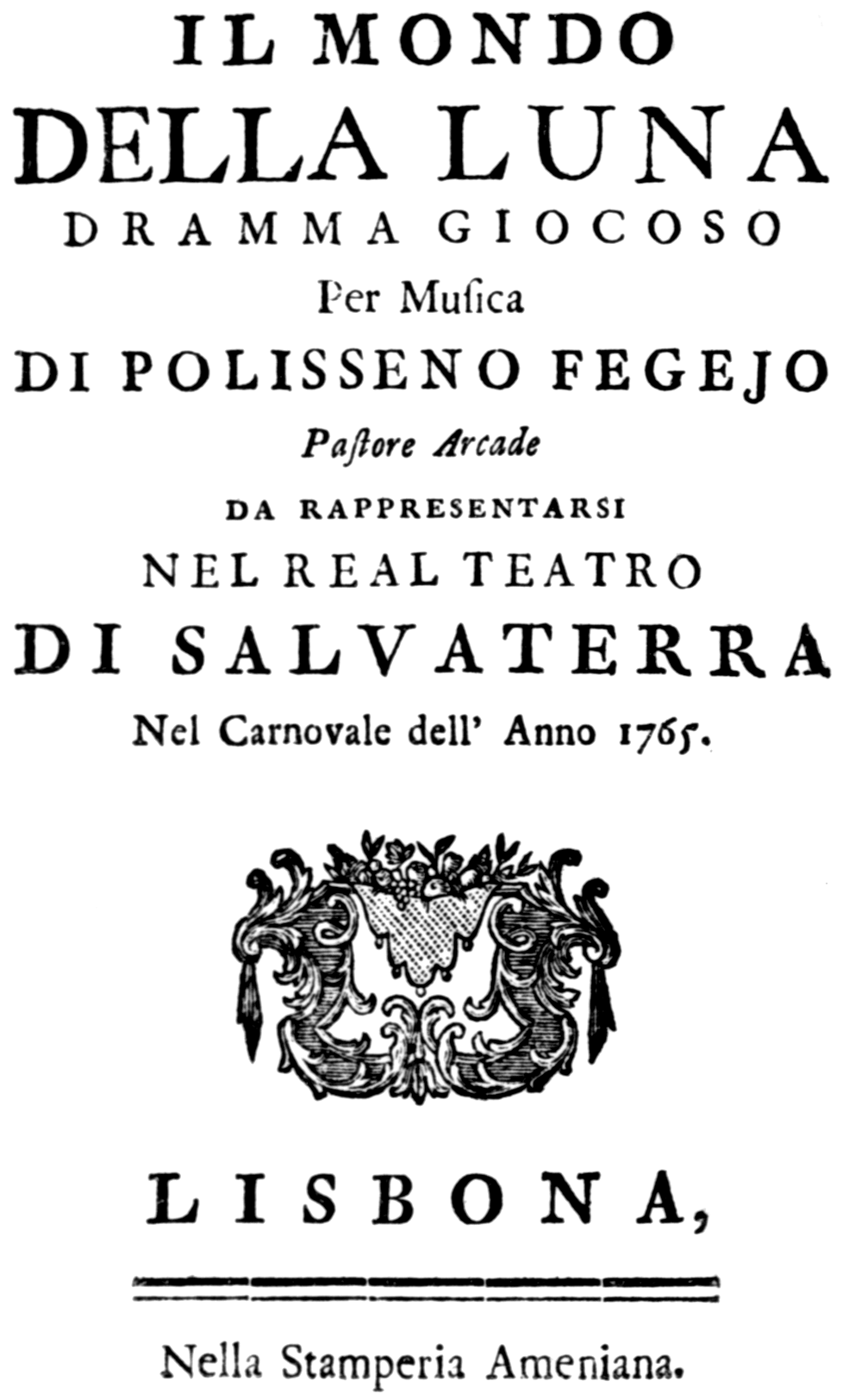
Il mondo della luna – Titelblatt des Librettos, Lissabon 1765

- 2 Sinfonien in D und F für 2 Violinen, Viola und Bass
- 3 Konzerte in A, B und G für Violoncello und Orchester
- A Collection of [6] Lisbon Minuets für 2 Violinen, Flöte und Bass, Lissabon (1766)
- Eighteen Entire New Lisbon Minuets für 2 Violinen und Bass (um 1770)
- 14 Minuette für 2 Violinen (5 auch mit 2 Trompeten) und Bass
- 2 Duos für 2 Violoncelli
- 2 Sonaten in F und B für Violoncello und Basso continuo
- 6 Cembalosonaten
- Toccata in D für Cembalo
- 3 Triosonaten in D, h und C für 2 Violinen und Basso continuo
- Gioas re di Giuda, Oratorium (1763)
- Il mondo della luna, Dramma giocoso (1765)
- Il voto di Jefte, Dramma sacro (1771)
- Adamo ed Eva, Oratorium (1772)
- La morte d’Abel, Oratorium (um 1780)
- Tantum ergo für Sopran, Alt, Tenor und Bass, 2 Violinen und Orgel
- Die Aufopferung Isaacs (einschl. Sinfonia à 8), Oratorium